# Crank Yankers
Crank Yankers est une émission de télévision humoristique américaine diffusée du 3 juin 2002 au 30 mars 2005 sur la chaîne de télévision Comedy Central, puis du 9 février au 30 mars 2007 sur MTV2. 
Créée par Adam Carolla, Daniel Kellison et Jimmy Kimmel, l'émission met en scène des marionnettes, animées par les animateurs de l'émission et des célébrités invitées,  qui se livrent à des canulars téléphoniques sur d'autres célébrités.